# Sonata per a flauta
Una sonata per a flauta és una sonata, sovint per a flauta i piano, tot i que ocasionalment, la flauta pot estar acompanyada per instruments diferents. Les sonates per a flauta de l'època barroca normalment s'acompanyaven amb un baix continu.

## Llista de sonates per a flauta
- George Antheil
  - Sonata per a flauta i piano (1951)
- Malcolm Arnold
  - Sonata per a flauta i piano, op.121 (1977)
- Carl Philipp Emanuel Bach
  - Sonata en la menor per a flauta sola (H. (Helm) 562/Wq. (Wotquenne) 132) (1747)
  - 14 sonates per a flauta i baix continu
  - Sonata en sol menor per a flauta i clavicèmbal, BWV 1020
  - Sonata en mi bemoll major per a flauta i clavicèmbal, BWV 1031
  - Sonata en do major per a flauta i baix continu, BWV 1033
- Johann Christian Bach
  - Sonates per a teclat i flauta o violí, op. 16
- Johann Sebastian Bach
  - Sonata en si menor per a flauta i clavicèmbal, BWV 1030
  - Sonata en la major per a flauta i clavicèmbal, BWV 1032
  - Sonata en mi menor per a flauta i baix continu, BWV 1034
  - Sonata en mi major per a flauta i baix continu, BWV 1035
- Arnold Bax
  - Sonata per a flauta i arpa (1928)
- Lennox Berkeley
  - Sonata per a flauta i piano (1978)
- Ludwig van Beethoven (atribuïda)
  - Sonata per a flauta en si bemoll major, Anh. 4
- Flint Juventino Beppe
  - Sonata per a flauta núm.1 op.40 (1998)
- Pierre Boulez
  - Sonatina per a flauta i piano (1946) (1 moviment serial)
- York Bowen
  - Sonata per a flauta, op. 120 (1946)
- Robert J. Bradshaw
  - Sonata núm. 2 en My Collection for flute and piano
- Iedisson Deníssov
  - Sonata per a flauta i piano (1960)
  - Sonata per a flauta i guitar (1977)
  - Sonata per a flauta solo (1982)
  - Sonata per a flauta i arpa (1983)
- Pierre Max Dubois
  - Sonata per a flauta i piano
- Henri Dutilleux
  - Sonatina per a flauta i piano (1943)
- Jindřich Feld
  - Sonata per a flauta i piano (1957)
- César Franck
  - Sonata per a violí i piano en la major (transcrita per a flauta) (1886)
- Frederic el Gran
  - 121 sonatas per a flauta i baix continu
- Glenn Gould
  - Sonata per a flauta i piano (1950). (Aquesta obra és un arranjament de la sonata per a fagot i piano del mateix compositor).
- Jorge Grundman
  - Warhol en Springtime. Sonata per a flauta i piano (2011)
- George Frideric Handel
  - Sonata per a flauta en la menor, HWV 374, Halle sonata núm. 1 (autenticitat incerta)
  - Sonata per a flauta en mi menor, HWV 375, Halle sonata núm. 2 (autenticitat incerta)
  - Sonata per a flauta en si menor, HWV 376, Halle sonata núm. 3 (autenticitat incerta)
  - Sonata per a flauta en re Major, HWV 378
  - Sonata per a flauta en mi menor, op. 1, núm.1A
  - Sonata per a flauta en mi menor, op. 1, núm.1B
  - Sonata per a flauta en sol Major, op. 1, núm.5
  - Sonata per a flauta en si menor, op. 1, núm.9
- Hans Werner Henze
  - Sonatina per a flauta i piano (1947)
- Paul Hindemith
  - Sonata per a flauta i piano (1936)
- Bertold Hummel
  - Sonatina per a flauta i piano, op. 107a (2001) [1]
- Johann Nepomuk Hummel
  - Sonata en Re, op. 50 (c1810–14)
  - Sonata en La, op. 64 (c1814–15)
- Philipp Jarnach
  - Sonatina per a flauta i piano, op. 12 (1919)
- Sándor Jemnitz
  - Sonata per a flauta i piano, op. 27 (1930–31)
- Paul Juon
  - Sonata per a flauta i piano en F, op. 78 (1924)
- Sigfrid Karg-Elert
  - Sonata per a flauta i piano en Si bemoll, op. 121 (1918)
- Charles Koechlin
  - Sonata per a flauta i piano (1913)
- Jean-Marie Leclair
  - Sonata per a flauta i clavicèmbal núm.1 en B Major, 1er llibre, núm. 2
  - Sonata per a flauta i clavicèmbal núm.2 en mi menor, 1er llibre, núm. 6
  - Sonata per a flauta i clavicèmbal núm.3 en mi menor, 2n llibre, núm. 1
  - Sonata per a flauta i clavicèmbal núm.4 en do Major, 2n llibre, núm. 3
  - Sonata per a flauta i clavicèmbal núm.5 en sol Major, 2n llibre, núm. 5
  - Sonata per a flauta i clavicèmbal núm.6 en si menor, 2n llibre, núm. 11
  - Sonata per a flauta i clavicèmbal núm.7 en mi menor, 4t llibre, núm. 2
  - Sonata per a flauta i clavicèmbal núm.8 en sol Major, 4t llibre, núm. 7
- Dieter Lehnhoff
  - Sonata Porteña per a flauta i piano, op. 35 (2013)
- Lowell Liebermann
  - Sonata per a flauta i piano (1987)
- Bohuslav Martinů
  - Sonata per a flauta i piano, H306 (1945)
- Peter Mieg
  - Sonata per a flauta i piano (1963)
- Darius Milhaud
  - Sonatina per a flauta i piano, op. 76 (1922)
- Ignaz Moscheles
  - Sonata per a flauta i piano en A, op. 44 (1819)
  - Sonata per a flauta i piano en G, op. 79 (1828)
- Wolfgang Amadeus Mozart
  - Sonata en Si bemoll per a teclat i violí o flauta, K. 10
  - Sonata en G per a teclat i violí o flauta, K. 11
  - Sonata en A per a teclat i violí o flauta, K. 12
  - Sonata en F per a teclat i violí o flauta, K. 13
  - Sonata en C per a teclat i violí o flauta, K. 14
  - Sonata en Si bemoll per a teclat i violí o flauta, K. 15
- Jules Mouquet
  - La Flûte de Pan, Sonata, op. 15
- Robert Muczynski
  - Sonata per a flauta i piano, op. 14 (1961)
- Gabriel Pierné
  - Sonata per a flauta i piano, op. 36 (1900)
- Willem Pijper
  - Sonata per a flauta i piano (1925)
- Walter Piston
  - Sonata per a flauta i piano (1930)
- Francis Poulenc
  - Sonata per a flauta i piano, FP164 (1956–7)
- Serguei Prokófiev
  - Sonata per a flauta en Re, op. 94 (1943)
- Einojuhani Rautavaara
  - Sonata per a flauta i guitarra (1975)
- Carl Reinecke
  - Sonata per a flauta i piano Undine, op. 167 (1882)
- Pierre Sancan
  - Sonatina per a flauta i piano (1946)
- R. Murray Schafer
  - Sonatina per a flauta i clavicèmbal (o piano) (1976)
- Erwin Schulhoff
  - Sonata per a flauta i piano (1927)
- Leo Smith
  - Sonata per a flauta i piano (1939-43)
- Òtar Taktakixvili
  - Sonata per a flauta i piano (1968)
- Hiroki Yamada
  - Sonata per a flauta (2010-12)